# Jönköpings Westra Tändsticksfabrik
Jönköpings Westra Tändsticksfabrik var en tändsticksfabrik på Bäckalyckan i Jönköping. Företagets huvudkontor låg i Göteborg, men fabriken uppfördes på mark, som köptes av jordbruksfastigheten Torp, eller Stråltorp, som låg väster om Junebäcken.
Jönköping Westra Tändsticksfabrik lät 1900 tvärs över Myntgatan uppföra två längor med arbetarbostäder, Torp I och II. De båda husen hade tillsammans 56 lägenheter på ett rum och kök. Varje lägenhet hade separat ingång och i källaren fanns matkällare, vedbodar, samt tvättstuga med stryk- och mangelrum. 
År 1902, då företaget ägdes av Fredrik Löwenadler, gick Jönköpings Westra Tändsticksfabrik ihop med ("gamla") Jönköpings Tändsticksfabrik, Annebergs Tändsticksfabrik, Västerviks Tändsticksfabrik och Uddevalla Tändsticksfabrik till "nya" Jönköpings Tändsticksfabriks AB. Detta företag fusionerade året därpå med Vulcan Tändsticksfabrik i Tidaholm till Jönköpings och Vulcans Tändsticksfabriks AB. Senare 1917 gick fusionerade Jönköpings och Vulcans Tändsticksfabrik AB med AB Förenade Svenska Tändsticksfabriker till Svenska Tändsticks AB. 
Tillverkningen lades ned i Jönköpings Westras systerfabrik i Jönköping 1940 och i Jönköpings Westra Tändsticksfabrik 1971. 
På det tidigare fabriksområdet har under senare delen av 1900-talet byggts bostadshus. Gatan där fabriken låg har döpts om till Solstickegatan.
Mangårdsbyggnaden till Torp, som blev disponentbostad för grundaren Carl Fredrik Wennberg, är bevarad. Den används som förskolan Igelkotten.

## Bildgalleri

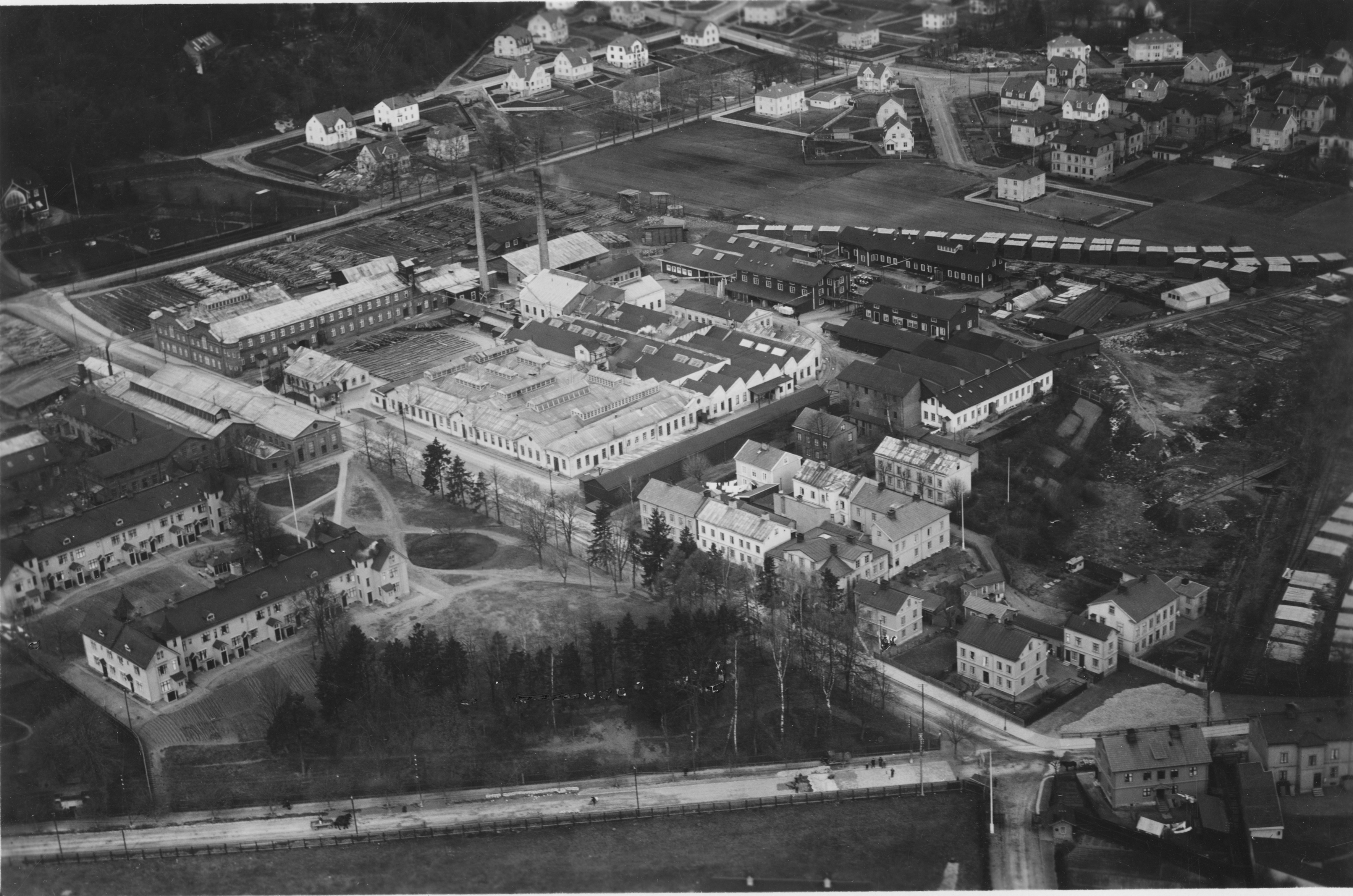
Flygbild, 1927
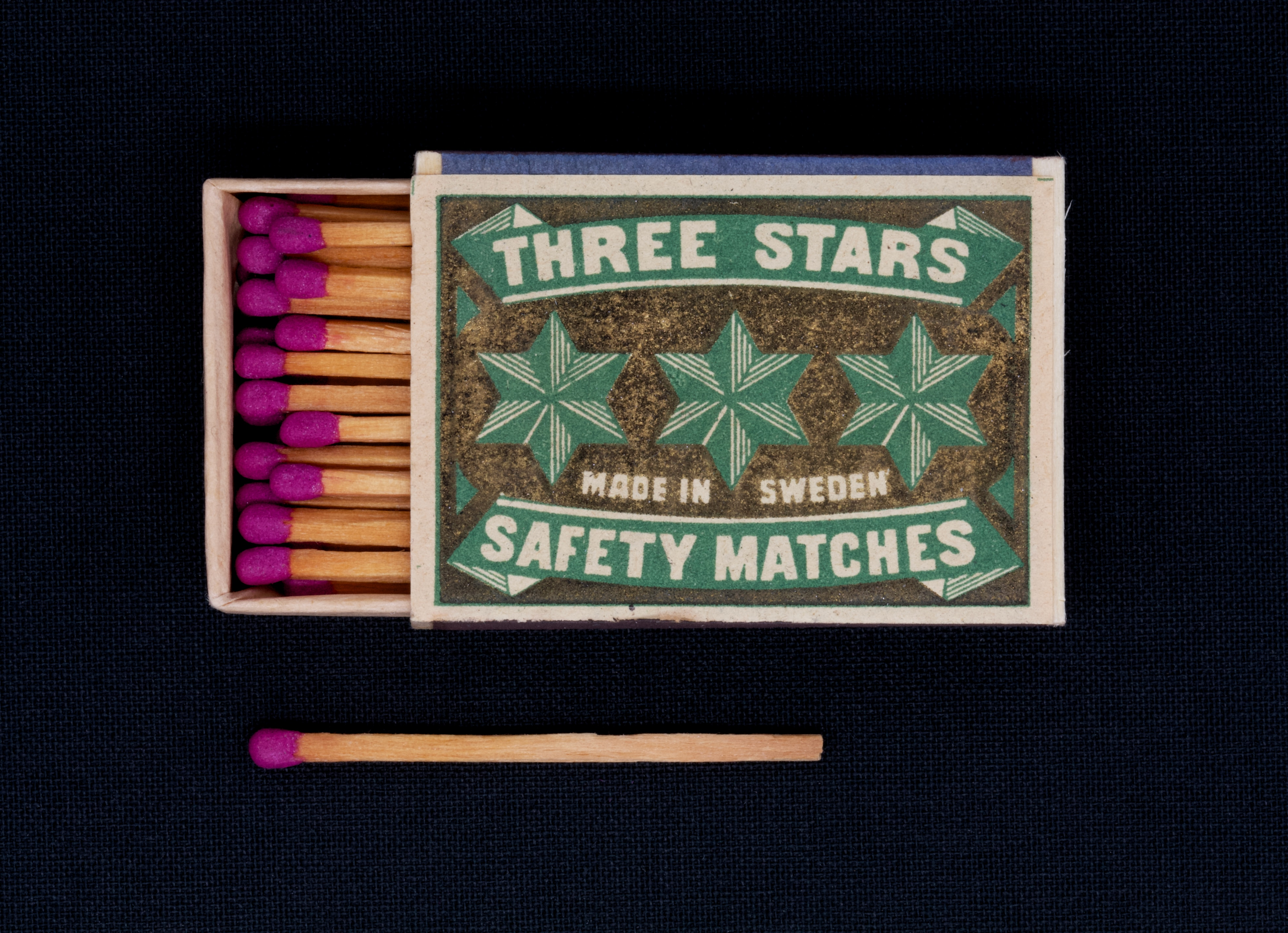
Varumärket "Tre stjärnor" ("Three Stars") registrerades av Jönköpings Westra Tändsticksfabrik
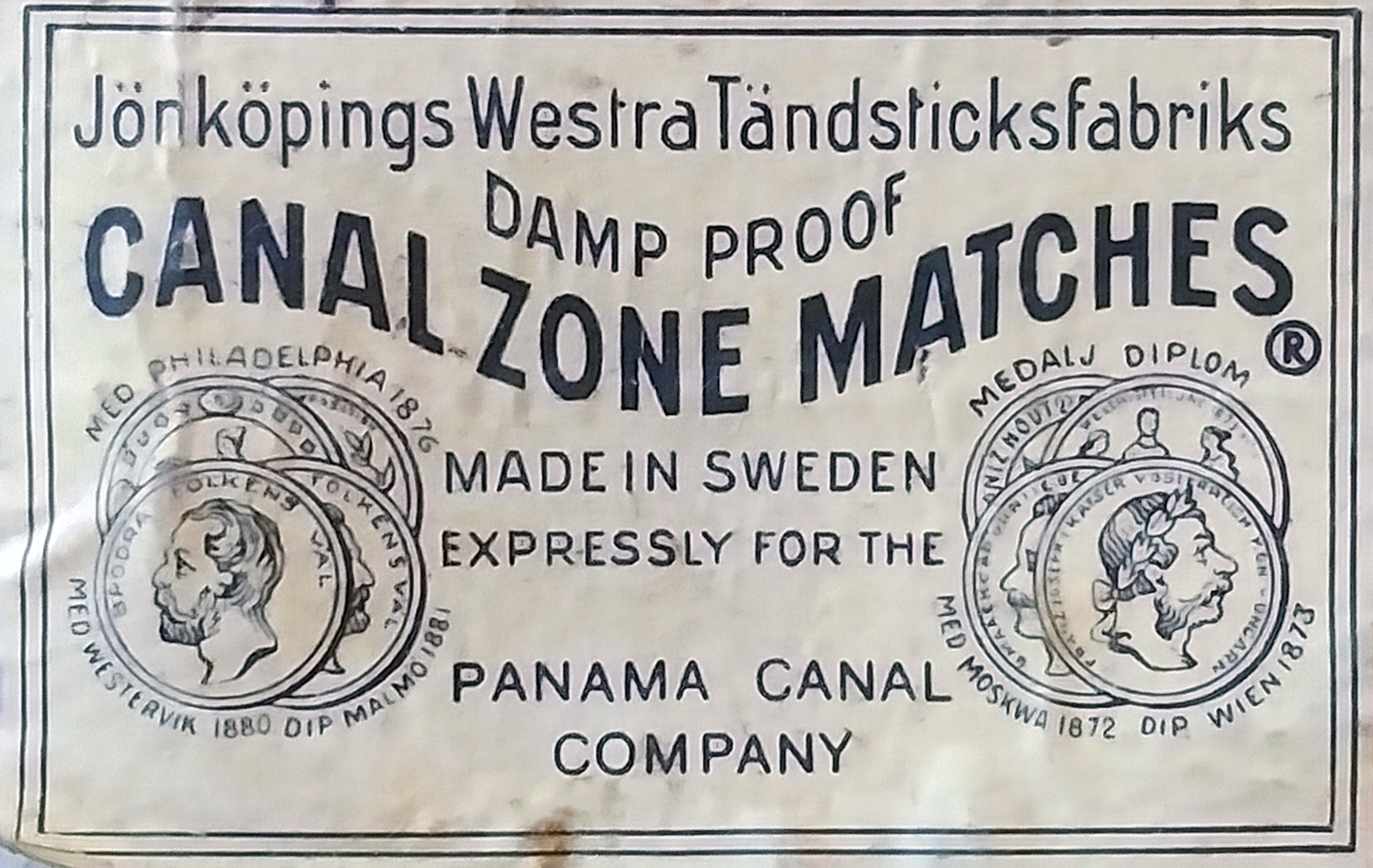
Fuktfria tändstickor för Panamakanalsbolaget